# Duppy Writer
Duppy Writer ist das siebte Album des britischen Rappers Roots Manuva. Es entstand in Zusammenarbeit mit Wrongtom. Duppy Writer erschien am 6. September 2010 über das Plattenlabel Big Dada Recordings.

## Titelliste
1. Butterfly Crab Walk (feat. Riddla) – 2:39
2. Chin Up – 4:05
3. Duppy Writer (Skit) – 0:42
4. Worl' A Mine – 3:38
5. Big Tings Redone (feat. Seanie T) – 4:27
6. Jah warriors (feat. Ricky Ranking) – 3:57
7. Proper Tings Juggled – 4:19
8. Dutty Rut (feat. Ricky Ranking) – 3:38
9. Dub Decay (Skit) – 0:19
10. Lick Up Ya Foot – 2:47
11. Rebuff – 2:59
12. Son Of Bodda – 3:29
13. Motion 82 – 5:04

## Kritik
Die E-Zine Laut.de bewertete Duppy Writer mit vier von möglichen fünf Punkten. Aus Sicht des Redakteurs Alexander Engelen sei die „Zusammenkunft von Roots Manuva und Wrongtom […] Genre-Diffusion in Perfektion.“ Aufgrund seiner Liebe für Dub habe Manuva den „DJ und Produzenten Wrongtom ins Boot geholt“, der bereits für Slime & Reason „einige Stücke Manuvas in neuer Dub-Ästhetik“ geremixt habe. Duppy Writer wirke wie eine „Zeitreise durch ganz unterschiedliche Epochen des Reggae.“ So treffen „klassische Riddims“, etwa in Big Tings Redone, auf „in die Zukunft schießende Videospiel-Töne“ in Dutty Rut. Auf der anderen Seite changieren „tief in der Magengegend wühlende Hall-Effekte […] mit bekanntem Achtziger Reggae-Vibe.“ Die größte Stärke des Albums sei „wenn sich Manuvas Raps, wie etwa auf ‚Son Of Booda‘, kongenial und taktgenau auf die Beats legen und die Realität der Ungenauigkeit des Remix-Albums quasi komplett ausblenden.“
In einer Rezension der Internetseite Plattentests.de wurden sechs von zehn Bewertungspunkte an Duppy Writer vergeben. Laut Björn Bischoff mache der „komplett eigene Sound“ das Album aus. Dabei chille Duppy Writer „in seiner Coolness.“ Obwohl für das Album „größtenteils nur alte Nummern von Roots Manuva durch den Äther [geschreddert worden seien] und sie am Ende in neuem Gewand aus der Wasserpfeife [blubbern]“, seien die Songs „so weit entfernt vom Original wie möglich.“ So sei die „Eigenständigkeit […] der entscheidende Trumpf, der [Wrongtom] und Roots Manuva mit ‚Duppy Writer‘ gelungen“ sei. Zusammengefasst sei das Album „zu ausgeklügelt“ und „der Aufwand, der hier betrieben wird, zu groß, um nur als Zwischenspielerei bis zum nächsten Roots-Manuva-Album durchzugehen.“